# Tiassé Koné
Tiassé Koné (sinh ngày 11 tháng 10 năm 1981 ở Abidjan, Bờ Biển Ngà) là một thủ môn bóng đá người Bờ Biển Ngà hiện tại thi đấu cho Issia Wazi.

## Sự nghiệp
Năm 2007, Koné giành chức vô địch Giải bóng đá ngoại hạng Bờ Biển Ngà cùng với Africa Sports lần đầu tiên kể từ năm 1999. Vào tháng 1 năm 2008, anh chuyển đến Spartak Nalchik. Sau 6 tháng ở Nga, anh chuyển đến đội bóng tại Belgian Second Division UR Namur vào tháng 7 năm 2008, thi đấu đến tháng 11. Không thể nằm trong đội hình xuất phát, anh bị giải phóng khỏi hợp đồng. Mùa giải 2009, anh trở lại đội bóng quê nhà Africa Sports, nơi phải cạnh tranh với thủ môn trẻ Okoua cho suất bắt chính. Năm 2010, anh rời Africa Sports để gia nhập Issia Wazi.

## Sự nghiệp quốc tế
Anh được triệu tập vào Đội tuyển bóng đá quốc gia Bờ Biển Ngà để thi đấu tại Cúp bóng đá châu Phi 2008, là cầu thủ duy nhất thi đấu trong nước.